# 解經雅
解經雅（？—1622年），號岱瀛，陝西西安府韓城人。明朝政治人物。

## 生平
万历二十五年（1597年）丁酉科陕西鄉試第六十名舉人，二十九年（1601年）中辛丑科進士，刑部觀政，授河南汝寧府推官，三十一年河南同考，执法不避权贵。三十三年丁外艱歸，三十六年起补山西汾州府推官，三十七年山西同考，三十八年行取考选，四十年授吏科给事中，四十一年差皇城四門，四十三年巡青，有六事十苦十失疏，以不阿为时忌，四十五年五月迁山东按察副使，天啓升湖廣參政，參楚藩，二年迁山东按察使，不久卒于任。

## 家族
曾祖解鋒。祖父解来聘。父解自克，加贈承德郎礼部员外郎。
兄弟五人，俱同胞，三進士、一乡舉、一贡士，长即經雅，次经传，三经邦，四经达，五经絃，称一时间气。